# Rudy Kurniawan
Rudy Kurniawan (Zhen Wang Huang de son nom chinois), né le 10 octobre 1976 à Jakarta (Indonésie), surnommé Docteur Conti pour sa passion pour la Romanée-Conti (du Domaine de la Romanée-Conti) est considéré dans les années 2000 comme un des cinq plus importants experts en œnologie, collectionneurs et marchands de vins rares de prestige du monde. À la suite de suspicions de fraude lancées en 2008, il s'avère après enquête être le plus important faussaire et escroc du monde en matière de vin d'exception. Il purge sur le sol américain une peine de prison, avant d'être expulsé vers l'Indonésie en 2021.

## Biographie
Né en 1976 à Jakarta de parents chinois, Zhen Wang Huang entre aux États-Unis en 1998, avec un visa étudiant. Il devient diplômé de l'université d'État de Californie.
En raison des tensions entre les Indonésiens musulmans et la communauté chinoise, ses parents lui donnent également le nom indonésien de Rudy Kurniawan, par hommage au champion de badminton Rudy Hartono Kurniawan.
En 2000, Zhen Wang Huang s'introduit à l'âge de 24 ans, dans le milieu des plus importants collectionneurs de vins d'exception des États-Unis, sous la fausse identité de Rudy Kurniawan, en tant que mystérieux riche héritier indonésien. Il commence une carrière fulgurante d'expert en œnologie et de collectionneur de vins rares en écumant les salles des ventes aux enchères de New York et de Californie. Il se spécialise rapidement dans les vins français les plus recherchés et les plus chers du vignoble de Bourgogne et fait rapidement sensation avec un important train de vie de millionnaire, très généreux avec ses amis et clients.
En 2002, l'amateur de vin américain Paul Wasserman devient son mentor, l'initie au vignoble de Bourgogne et l'introduit auprès des plus importants producteurs bourguignons. Doté d'une mémoire et d'un palais hors du commun, le jeune novice devient rapidement expert en œnologie et histoire des grands crus de Bourgogne et de Bordeaux. Sa passion pour les vieux bourgognes, et particulièrement pour la Romanée-Conti, lui vaut le surnom de « Docteur Conti ». Il se constitue rapidement à grand frais une des plus prestigieuses caves du monde de plus de 50 000 bouteilles.
En avril 2003, alors que son visa américain a expiré, les États-Unis refusent sa demande d'asile. Il continue alors à vivre illégalement sous sa fausse identité en Californie.
En 2004, il rencontre l'homme d'affaires et commissaire-priseur John Kapon à New York (propriétaire de la maison de commerce de détail et d'enchères new-yorkaise Acker Merrall & Condit). Le marché des grands vins de bourgogne est alors vertigineux, dynamisé par les achats de Rudy Kurniawan, avec par exemple plus de 13 000 dollars pour une bouteille de La tâche 1962…). Les deux amis s'associent pour orchestrer les ventes aux enchères de vin les plus exceptionnelles du monde.
En janvier 2006, 4 289 bouteilles baptisées « la Cave », sont vendues lors d'une première enchère par la maison new-yorkaise  Acker Merrall & Condit et 7 970 bouteilles baptisées « la Cave II », sont vendues lors d'une seconde vente en octobre. Un record mondial de vente de vin de 35 millions de dollars est établi avec, entre autres, une douzaine de bouteilles de Château Mouton Rothschild 1945 à 155 350 dollars pièce, Chambolle-Musigny 1962, 1964, 1966 par dizaines, Patriarche, Vosne-Romanée Ier Cru, Montrachet, Meursault, Château Lafleur 1949, Petrus 1920 ou 1947, Romanée-conti, Clos de la roche, Domaine Ponsot 1929, mathusalem de Romanée-conti 1971 à 85 000 dollars… 
En janvier 2007, l'avocat et collectionneur américain Douglas Barzelay organise une dégustation de 15 millésimes Georges Roumier vendus par Rudy Kurniawan / Acker Merrall & Condit, avec des experts en œnologie, dont Christophe Roumier, propriétaire du domaine viticole, et le critique américain Allen Meadows… qui concluent leur dégustation par une certitude de supercherie. Rudy Kurniawan se crible de dettes par son train de vie extravagant compulsif, avec plus de 10 millions de dollars d'emprunt en 2007.

### Dévoilement de l'escroquerie
Le 25 avril 2008, il organise une vente aux enchères avec John Kapon à New York et fournit à la maison Christie's des échantillons de trois domaines bourguignons de prestige : Armand Rousseau, Georges Roumier et Laurent Ponsot avec entre autres un lot de 97 bouteilles Clos-saint-denis millésime 1945 à 1971 estimé entre 440 000 et 602 000 dollars. Le collectionneur avocat Douglas Barzelay contacte le propriétaire Laurent Ponsot qui confirme le soupçon que de tels millésimes sont antérieurs à la date de création du domaine en 1982. Laurent Ponsot s'invite en dernière minute à l'enchère qu'il fait annuler puis se lance dans une vaste enquête personnelle à travers le monde contre ce réseau de faussaire de vaste ampleur.
En septembre 2009, le collectionneur œnologue milliardaire américain Bill Koch porte plainte contre Rudy Kurniawan pour vente de vin frauduleux et dénonce la vraie identité Zhen Wang Huang de ce dernier. Le FBI ouvre une enquête.

## Arrestation et condamnation
Le 8 mars 2012, le FBI arrête Zhen Wang Huang dans son domicile d'Arcadia de la banlieue de Los Angeles en Californie, où il vit seul avec sa mère chinoise (d'après Ponsot ce n'est pas sa mère). La perquisition du domicile met au jour un important laboratoire frauduleux de production de vieux millésimes rares à base de mélange de vins moins coûteux, mis en bouteille et étiquetés avec des centaines de reproductions de fausses étiquettes, des douzaines de tampons marqués du nom de vignobles ou de millésimes, de vieilles capsules, des faux cachets de cire, de gros cahiers de notes de ses fraudes manuscrites, des mails de correspondances compromettants, etc. Il escroque personnellement les plus importants collectionneurs de vin du monde en organisant des dégustations d'élite, grâce à une générosité amicale légendaire sans limite et grâce à son profil d'expert en œnologie reconnu.
Le 9 mai 2013, Zhen Wang Huang, âgé de 36 ans, est accusé par le juge Richard Berman du palais de justice fédéral Daniel Patrick Moynihan de Manhattan à New York de fraude et contrefaçon de milliers de bouteilles de grands crus français, pour plusieurs millions de dollars, ainsi que de fraude postale et électronique… Il est incarcéré au centre de détention de Brooklyn, en attendant son jugement fixé au 9 décembre. Il encourt une peine cumulable de 80 ans de prison et plaide non coupable avec son avocat Jerome Mooney. Le 7 août 2014, il est condamné à une peine de 10 ans de prison et à payer près de 28,5 millions de dollars de dédommagement à sept de ses victimes. Plus de 500 bouteilles qu'il a contrefaites sont détruites.
Son histoire est reprise dans le documentaire Netflix Sour Grapes (2016) et dans un épisode de The Con diffusé sur ABC (2021).
En avril 2021, il est libéré de prison et expulsé vers l'Indonésie. Après sa sortie de prison, il a été vu organisant des dégustations de copies de grands vins, jouant sur sa réputation de faussaire de vin pour vendre un nouveau genre de dégustation légale.

### Médiagraphie
- Raisins amers, documentaire de Jerry Rothwell et Reuben Atlas, 2016
- Rudy Kurniawan, l'escroc aux grands crus, documentaire d'Elsa Lhéritier, 2014